# Томі Юрич
Томі Юрич (англ. Tomi Jurić, нар. 22 липня 1991, Сідней) — австралійський футболіст хорватського походження, нападник клубу «Люцерн» та національної збірної Австралії.

## Клубна кар'єра
Народився 1991 року в Сіднеї, починав займатися футболом в місцевих футбольних школах. 2008 року продовжив заняття цим спортом на історичній батьківщині, в Хорватії, де 2010 року дебютував у дорослому футболі виступами за команду клубу «Кроація Сесвете», в якій провів один сезон у другому дивізіоні Хорватії.
Своєю грою за цю команду привернув увагу представників тренерського штабу клубу вищого дивізіону «Локомотива», до складу якого приєднався влітку 2011 року. Відіграв за загребських «локомотивів» наступний сезон своєї ігрової кар'єри, але основним гравцем не був, через що влітку 2012 року уклав контракт з клубом «Інтер» (Запрешич), у складі якого провів наступні пів року.
На початку 2013 року Юрич повернувся до Австралії, де спочатку недовго пограв за команду «Аделаїда Юнайтед», а 20 травня 2013 року підписав дворічний контракт з «Вестерн Сідней Вондерерз», ставши першим трансфером в міжсезоння в лізі. У дебютному матчі він зрівняв і встановив остаточний рахунок проти «Сентрал Кост Марінерс» (1:1) 12 жовтня 2013 року. Томі забив свій перший гол у Лізі чемпіонів АФК на стадії 1/16 фіналу проти «Санфречче Хіросіма» 7 травня 2014 року. Перший сезон за «Вестерн Сідней» Томмі закінчив з 12 голами у 29 матчах, чотири з яких були забиті в Лізі чемпіонів АФК, який клуб виграв. Юрич забив єдиний і переможний гол у фіналі турніру проти «Аль-Хіляля» (Ер-Ріяд).
15 серпня 2015 року Юрич на правах вільного агента підписав однорічний контракт з нідерландським клубом «Рода». Втім основним гравцем у новому клубі Томі не став, зігравши за сезон лише 17 матчів у Ередивізі, забивши 4 голи і в кінці сезону покинув клуб.
2 липня 2016 року перейшов у швейцарський «Люцерн», незважаючи на інтерес з боку клубів китайської Суперліги. Під час свого дебюту Юрич відзначився забитим голом і швидко став основним гравцем нового клубу. Станом на 27 червня 2018 року відіграв за люцернську команду 57 матчів в національному чемпіонаті.

## Виступи за збірну
20 липня 2013 року дебютував в офіційних іграх у складі національної збірної Австралії в матчі Кубка Східної Азії проти Південної Кореї.
У складі збірної був учасником кубка Азії з футболу 2015 року в Австралії. У другій грі австралійців на турнірі, матчі групового етапу проти збірної Оману, вийшов на заміну і забив гол, встановивши остаточний рахунок (4:0). У фіналі континентальної першості переможний гол австралійців був забитий саме після пасу Юрича і приніс австралійцям кубок Азії. Ця перемога дозволила австралійцям взяти участь у розіграші Кубка конфедерацій 2017 року у Росії. На цьому турнірі Юрич забив гол у матчі з Німеччиною (2:3).
У кваліфікації на чемпіонат світу 2018 року у Росії Юрич записав на свій рахунок п'ять м'ячів, в тому числі дубль в найважливішому поєдинку проти Саудівської Аравії (3:2). На самому «мундіалі» Томі був основним гравцем, зігравши у всіх трьох матчах, але його збірна не вийшла з групи.
Наразі провів у формі головної команди країни 38 матчів, забивши 8 голів.

## Титули і досягнення
- Переможець Ліги чемпіонів АФК (1):

«Вестерн Сідней Вондерерз»:  2014
- Володар Кубка Азії (1):

Австралія: 2015